# ZSD89
Der ZSD89 (alternative Bezeichnung Typ 89 oder YW 534) ist ein chinesischer Transportpanzer, der in den späten 1980er-Jahren von Norinco entwickelt wurde und beim Heer der Volksbefreiungsarmee verwendet wird.

## Beschreibung
Die Entwicklungsarbeiten begannen im Jahr 1982 und waren erst Ende der 1980er-Jahre abgeschlossen. Der ZSD89 wurde im Anschluss in die Armee eingeführt. Der Panzer wurde in sehr großer Stückzahl produziert.
Die Panzerung des Fahrzeugs besteht aus Stahl und schützt gegen Infanteriewaffen und Splitter. Das Gefechtsfahrzeug erreicht eine Geschwindigkeit von rund 66 km/h beim Marsch auf der Straße. Es ist schwimmfähig. Als Bewaffnung verfügt es über ein Luftabwehrmaschinengewehr des Typs QJC-88 im Kaliber 12,7 × 108 mm. Der Schütze verfügt über einen nach oben offenen Gefechtsstand. Der Fahrzeugkommandant verfügt über eine Wärmebildgerät.

## Varianten
- ZDF89: ausgestattet mit 2×2 HJ-8-Panzerabwehrlenkwaffen statt einer Maschinenkanone
- Typ 90 APC: Exportvariante
- ZSD90 IFV (YW307): Schützenpanzer mit 25-mm-Maschinenkanone[2][3]
- ZJX93: Bergepanzer
- ZHB94: Bergefahrzeug
- Typ 99: Führungspanzer
- WZ752: Sanitätspanzer
- GBL130: Minenwerfer
- ZZC02: Aufklärungspanzer

## Nutzer
- Volksrepublik China
- Albanien[1]
- Irak[1]
- Sudan[1]
- Tansania[1]

- Vietnam[1]

- Simbabwe: YW534-Transportpanzer, YW307-Schützenpanzer[2][4]